# آگوستوس نوبل هند

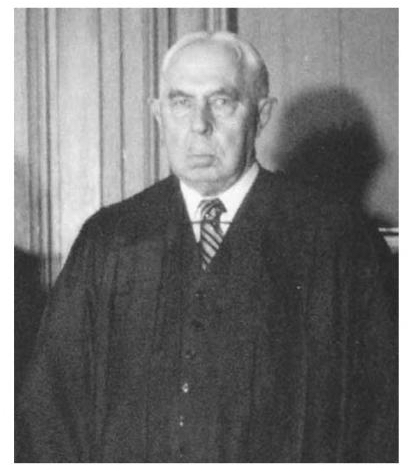
قاضی آگوستوس نوبل هند

آگوستوس نوبل هند (به انگلیسی: Augustus Noble Hand) (زادهٔ ۲۶ ژوئیه ۱۸۶۹ - درگذشتهٔ ۲۸ اکتبر ۱۹۵۴ میلادی) یک قاضی اهل کشور آمریکا بود که در دادگاه ناحیه‌ای ایالات متحده آمریکا برای ناحیه جنوبی نیویورک خدمت می‌کرد و پس از آن نیز در دادگاه استیناف حوزه دوم ایالات متحده آمریکا مشغول به کار شد.مهمترین و مشهورترین احکام او مربوط به محدود کردن قانون فحشا در حوزهٔ ادبیات و پیشگیری از بارداری بود. او پسرعموی بزرگتر قاضی برجسته لرند هند بود که در هر دو دادگاه به همراه او خدمت می‌کرد.

## زندگی‌نامه
هند در شهر الیزابت‌تاون، نیویورک متولد شد. وی در سال ۱۸۹۰ مدرک بی‌ای خود را از دانشگاه هاروارد دریافت کرد. او لیسانس حقوق خود را در سال ۱۸۹۴ از مدرسه حقوق هاروارد گرفت.

## احکام مشهور

### پیشگیری از بارداری
یکی از مهمترین احکام صادره توسط آگوستوس نوبل هند مربوط به پروندهٔ دولت ایالات متحده در برابر یک بسته پساری از ژاپن بود که در آن او حکم بر این داد که لوازم پیشگیری از بارداری در صورتی که تحت نظر یک پزشک مجاز وارد شده باشد به عنوان ابزار مستهجن و غیراخلاقی به حساب نمی‌آید و بر طبق قانون تعرفه گمرکی ۱۹۳۰ شامل قوانین کامستاک نمی‌شود.